# Live Dates 2
Live Dates 2 is het tweede livealbum is een lange reeks van soortgelijke albums van Wishbone Ash. Het album verscheen ter promotie van het album Just testing, maar bevatte muziek van de vier voorafgaande albums. De Wishbone Ash-klassiekers van Argus en Wishbone Ash ontbreken.
De eerste oplage van 25.000 stuks bestond uit een dubbelelpee (2e lp: Extra Live Dates), later teruggebracht naar de enkele. Het album kende in het compact disc-tijdperk diverse aankondigingen van uitgave, maar daarvan is niet duidelijk of die daadwerkelijk ook volgden. In 2010 verscheen een Japanse persing in de versie van het dubbelalbum.
Het album haalde de 40e plaats in de Engelse albumlijst op 1 november, daarna volgden nog twee weken op respectievelijk plaats 48 en 59.

## Musici
- Andy Powell – zang, gitaar
- Laurie Wisefield – zang, gitaar
- Martin Turner – basgitaar, zang
- Steve Upton – slagwerk

## Muziek
| Nr. | Titel                                                | Duur |
| --- | ---------------------------------------------------- | ---- |
| 1.  | Doctor (Hull City Hall, 1 juni 1980)                 |      |
| 2.  | Living proof (Bristol Colston Hall 16 februari 1980) |      |
| 3.  | Runaway (Wolverhampton Civic Hall 4 juni 1980)       |      |
| 4.  | Helpless (Wolverhampton Civic Hall 4 juni 1980)      |      |

| Nr. | Titel                                                       | Duur |
| --- | ----------------------------------------------------------- | ---- |
| 1.  | F.U.B.B. (Londen Hammersmith Odeon 25 oktober 1978)         |      |
| 2.  | The way of the world (Bristol Colston Hall 27 oktober 1978) |      |

Opnamen van plaatkanten 3 en 4 kunnen zijn van concerten in Glasgow Apollo (19 november 1976), Sheffield City Hall (18 oktober 1977), Londen Marquee Club (19 oktober 1977), Londen, Hammersmith Odeon (25 oktober 1978), Bristol Colston Hall (27 oktober 1978/16 februari 1980), Hull City Hall (1 juni 1980) en Wolverhampton Civic Hall (4 juni 1980).
| Nr. | Titel         | Duur |
| --- | ------------- | ---- |
| 1.  | Lorelie       |      |
| 2.  | Persephone    |      |
| 3.  | You rescue me |      |

| Nr. | Titel                      | Duur |
| --- | -------------------------- | ---- |
| 1.  | Time was                   |      |
| 2.  | Goodbye baby, hello friend |      |
| 3.  | No easy road               |      |